# Široká dolina
Široká dolina ( polsky Dolina Szeroka Jaworzyńska, Szeroka Dolina německy Breites Tal maďarsky Siroka völgy je poměrně velká dolina, která od severu zasahuje do masivu Široké a je jedním z hlavních údolí Javorové doliny ve Vysokých Tatrách. Její ústí leží bezprostředně na jih od Vyšného konce Tatranské Javoriny. Je dlouhá 5,7 km, zabírá plochu asi 9,3 km² 

## Polohopis
Z obou stran je ohraničena rameny, které vybíhají ze Široké. Od západu je to rameno, na kterém je Skalka (1438 m n. m.), Zadná kopa (1674 m n. m.) Horvátov vrch (1902 m n. m.), Zámky (2010 m n. m.), oddělující Širokou dolinu od Bielovodské doliny. Na východě ji ohraničuje rameno, které vybíhá ze Široké, pak pokračuje vrcholy Svišťovky, Košiar (1870 m n. m.), Veľký Baboš (1523 m n. m.) a Malý Baboš (1471 m n. m.). 

## Vodstvo

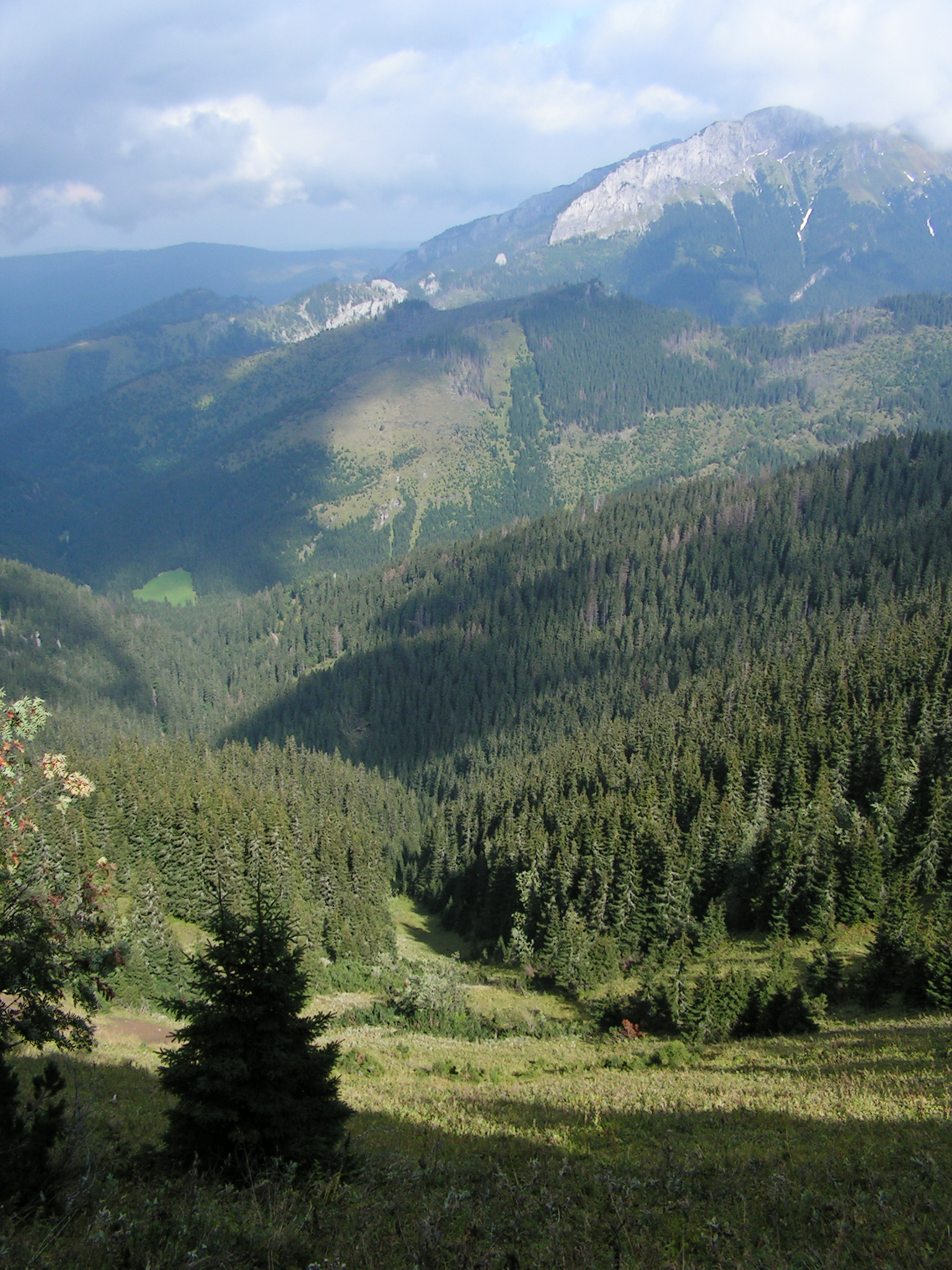
Michalčina polana v Široké dolině, za ní Malý a Velký Baboš a Belianské Tatry

Hlavním tokem doliny je Široký potok ( polsky Szeroki Potok vtékající do Javorinky ( polsky Jaworowy Potok. V údolí je komplex tří vedle sebe ležících pramenů nazvaných Vyvieranie ( polsky Wywiery ve výši 1150 m n. m. Níže na Michalčinej polaně se se Širokým potokem spojuje Medvedia voda ( polsky Niedźwiedzia Woda a Pitoňákova voda ( polsky Pitoniakowa Woda Horní části doliny jsou odvodňovány podzemními toky. Nad Tichým plesem vyvěrá Tichý pramen. Jeho odtok mizí po několika metrech pod povrchem. V údolí pod hřebenem Horvátova vrchu leží Tiché pleso a asi 75 m od něj je nestálé Malé Tiché pleso .

## Příroda
Převážná část doliny je vytvořena druhohorními sedimenty (vápence, dolomity, pískovce, břidlice). Masiv Široké je tvořen z krystalických hornin granitu a žuly. V údolí se nacházejí krasové útvary. V údolí je jeskyně Tichá diera ( polsky Cicha Dziura která je na některých mapách znázorněna nesprávně jako Sněžná jeskyně.
V Javorové dolině se nachází několik jeskyní, které už dávno před jejich oficiálním objevením navštěvovali hledači pokladů. Mnohé objevili polští speleologové. Nachází se zde Ľadová jaskyňa, Jaskyňa pod Javorom, Medvedia jaskyňa, Medvedia diera, Zelená jaskyňa, Tesná jaskyňa, Mokrá diera, Suchá diera.
Vegetace je typická pro tyto vysokotatranské polohy. Vegetace je prořídnutá působením větrů i lýkožrouta smrkového. Nacházejí se zde mnohé lesní polany - Široká polana, Michalčina polana, Suchá polana, Kubalová polana. Jejich okolí tvoří smrkový porost. Široká dolina je přísně chráněnou přírodní rezervací TANAPu .

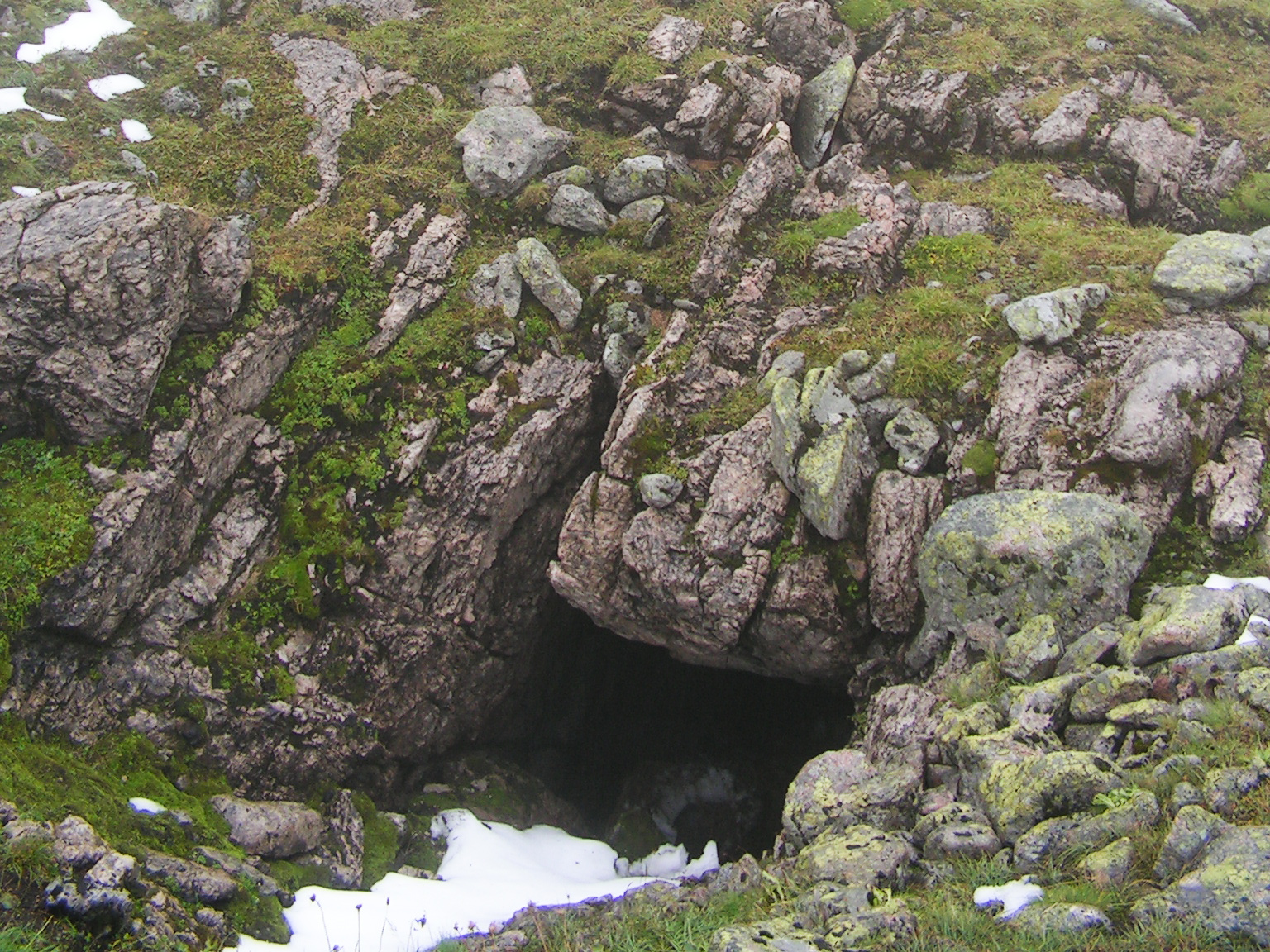
Vchod do jeskyně Tichá diera

## Název
Pojmenování doliny není charakteristické pro samotnou dolinu. Je poměrně úzce uzavřená hřebeny Široké, ale je druhotně převzaté z názvu této rozlehlé hory. Správný smysl je "dolina pod Širokou". Poláci znají i pojmenování její horní části - Wyżne Szeroka Dolina. 

## Historie
Dolinu v minulém století i dávno předtím navštěvovali pastýři z Jurgova a Čierne Hory. Na jejích poľanách stály salaše. Ve Svišťovskej doline, která sousedí se Širokou dolinou v letech 1759 - 1873 dolovali železnou rudu, kterou zpracovávali v hutích v Tatranské Javorině. V pozdějších letech vlastnil dolinu kníže Christian Hohenlohe, který v ní vysadil několik nepůvodních druhů vysokohorské zvěře a zakázal turistické aktivity.